# Tjomkino (Kaliningrad)
Tjomkino (russisch Тёмкино, deutsch Mertensdorf, Kreis Bartenstein /Friedland) ist ein Ort in der russischen Oblast Kaliningrad (Gebiet Königsberg (Preußen)) und gehört zur Prawdinskoje gorodskoje posselenije (Stadtgemeinde Prawdinsk (Friedland (Ostpr.))) im Rajon Prawdinsk.

## Geographische Lage
Tjomkino am linken Ufer der Alle (russisch: Lawa) und fünf Kilometer südlich der Stadt Prawdinsk (Friedland) liegt an einer Nebenstraße, die von der Rajonshauptstadt in das russisch-polnische Grenzgebiet bei Rjabinino (Korwlack) führt und vor 1945 weiter bis in das heute in Polen gelegene Ostre Bardo (Klingenberg) verlief. Nur wenige Kilometer weiter südlich von Tjomkino befindet sich der Prawdinskoje Wodochranilischtsche (Reihersee).

## Geschichte

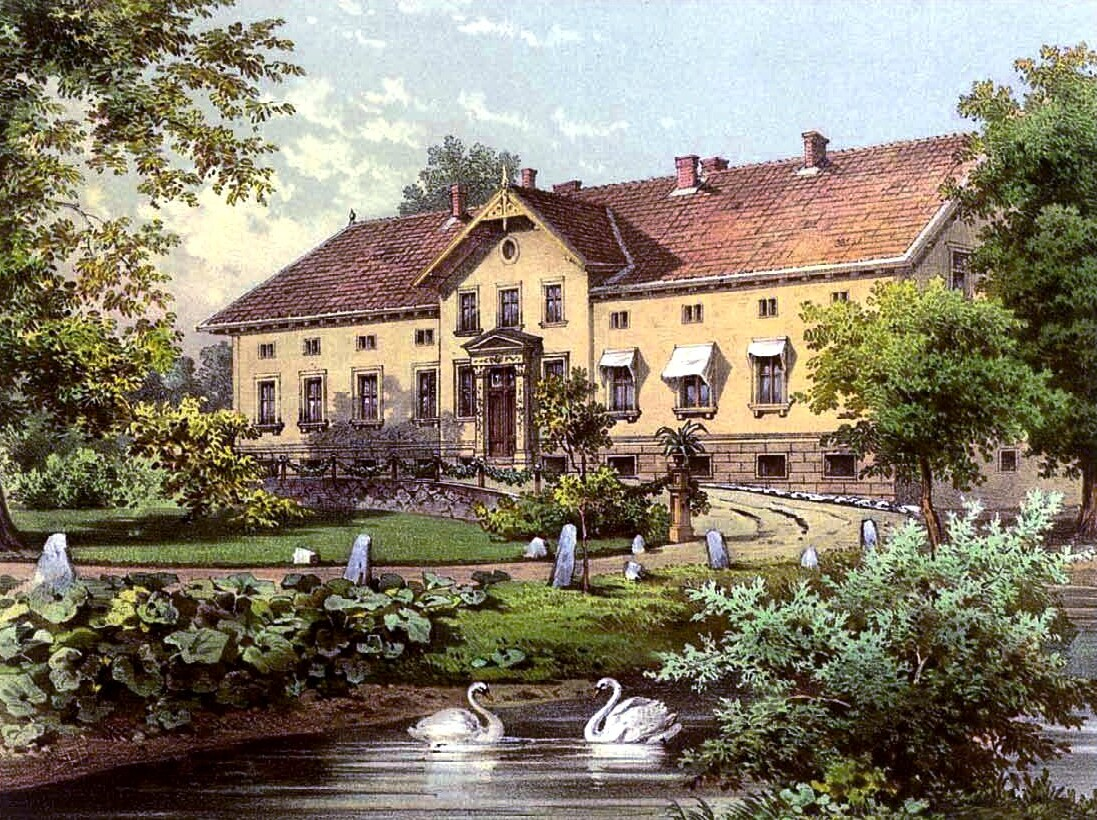
Rittergut Mertensdorf um 1860, Sammlung Alexander Duncker

Mertensdorf wurde am 11. Juni 1874 Sitz und namensgebende Ortschaft des neu errichteten Amtsbezirks Mertensdorf, der aus zwei Landgemeinden und vier Gutsbezirken gebildet wurde. Er gehörte bis 1927 zum Landkreis Friedland, danach bis 1945 zum Landkreis Bartenstein (Ostpr.) im Regierungsbezirk Königsberg der preußischen Provinz Ostpreußen. Am 3. Juli 1882 wurde das Mertensdorfer Vorwerk Götzlack (russisch: Krutoi Jar) aus dem Gutsbezirk Mertensdorf herausgegliedert und mit der Landgemeinde Baltkeim zum neuen Gutsbezirk Götzlack, nun im Amtsbezirk Allenau (russisch: Poretschje), umgegliedert. Im Jahre 1910 zählte der Gutsbezirk Mertensdorf 276 Einwohner.
Am 30. September 1928 schlossen sich die Landgemeinde Ditthausen (russisch: Krasny Bor) und die Gutsbezirke Grasmark und Mertensdorf zur neuen Landgemeinde Mertensdorf zusammen. Die Zahl der Einwohner betrug danach 1933 bereits 375 und 1939 noch 68.
Als Folge des Zweiten Weltkrieges kam Mertensdorf mit dem nördlichen Ostpreußen zur Sowjetunion und erhielt 1947 die Ortsbezeichnung „Tjomkino“. Bis zum Jahre 2009 war der Ort innerhalb der seit 1991/92 russischen Oblast Kaliningrad in den Poretschenski sowjet (Dorfsowjet Poretschje (Allenau)) eingegliedert. Danach wurde Tjomkino aufgrund einer Struktur- und Verwaltungsreform eine als „Siedlung“ (russisch: possjolok) eingestufte Ortschaft in der Prawdinskoje gorodskoje posselenije (Stadtgemeinde Prawdinsk (Friedland)) im Rajon Prawdinsk.

### Amtsbezirk Mertensdorf
Von 1874 bis 1945 bestand im Landkreis Friedland (ab 1927 Landkreis Bartenstein (Ostpr.)) der Amtsbezirk Mertensdorf, dem anfangs zwei Landgemeinden und vier Gutsbezirke zugehörten:
| Name (bis 1947/1950) | Name (ab 1947/1950) | Bemerkungen                                           |
| -------------------- | ------------------- | ----------------------------------------------------- |
| Landgemeinden:       |                     |                                                       |
| Ditthausen           | Krasny Bor          | 1928 in die Landgemeinde Mertensdorf eingegliedert    |
| Postehnen            | Peredowoje          | 1929 in die Stadtgemeinde Friedland eingegliedert     |
| Gutsbezirke:         |                     |                                                       |
| Bothkeim             | Tschistopolje       | 1928 in die Landgemeinde Deutsch Wilten eingegliedert |
| Grasmark             | --                  | 1928 in die Landgemeinde Mertensdorf eingegliedert    |
| Mertensdorf          | Tjomkino            | 1928 in eine „Landgemeinde“ umgewandelt               |
| Postehnen            | Peredowoje          | 1928 in die Stadtgemeinde Friedland eingegliedert     |

## Kirche
Die vor 1945 überwiegend evangelische Bevölkerung von Mertensdorf war in das Kirchspiel Friedland (russisch: Prawdinsk) im gleichnamigen Kirchenkreis in der Kirchenprovinz Ostpreußen der Kirche der Altpreußischen Union eingepfarrt. Auch heute liegt Tjomkino im Einzugsbereich der evangelischen Kirchengemeinde Prawdinsk, die eine Filialgemeinde der Auferstehungskirche in Kaliningrad (Königsberg) innerhalb der Propstei Kaliningrad der Evangelisch-Lutherischen Kirche Europäisches Russland (ELKER) ist.